# John Aloisi
John Aloisi (Adelaide, 5. veljače 1976.) je australski nogometni trener te umirovljeni nogometaš i bivši nacionalni reprezentativac. Tijekom klupske karijere postao je prvi australski igrač koji je nastupao i zabijao pogotke u Serie A, Premier ligi i Primeri. Sportsku karijeru je završio 2010. u Melbourne Heartu. Danas je trener Brisbane Roara.
U razdoblju od 1997. do 2008. bio je vitalni član australske reprezentacije, posebice tijekom kvalifikacija za SP u Njemačkoj 2006.

## Karijera

### Klupska karijera

#### Europa
Aloisi je nogometnu karijeru započeo u rodnom gradu gdje je igrao za Adelaide City. U dobi od 16 godina odlazi u Europu gdje potpisuje za belgijski Standard Liège. Budući da u klubu nije dobio priliku, otišao je u Royal Antwerp za koji je nastupao dvije sezone.
U studenom 1995. Aloisi potpisuje za talijanski Cremonese. U prvenstvenom susretu protiv Padove, igrač je zabio gol nakon svega dvije minute igre. Cremonese je tu utakmicu dobio s 2:1 dok je Aloisi postao najmlađi strani igrač koji je zabio u Serie A. Nakon što je klub dva puta uzastopno ispadao u niži rang (u Serie B i Serie C1), igrač napušta lombardijski klub.
Početkom sezone 1997./98. John Aloisi postaje članom engleskog Portsmoutha koji je tada igrao u Division One (tadašnjoj engleskoj prvoj ligi, prije nego što je 1992. formirana Premier liga). Tijekom prve sezone u dresu Pompeyja, Aloisi je zabio 12 prvenstvenih pogodaka te 13 u jesenskom dijelu druge sezone.
18. prosinca 1998. igrača kupuje Coventry City za 650.000 GBP. Za klub je debitirao u domaćem 1:1 remiju protiv Derby Countyja dok je već u sljedećem susretu protiv Tottenham Hotspura zabio svoj prvi pogodak za klub (1:1). U povijesnoj utakmici protiv regionalnog rivala Aston Ville u kojoj je Coventry pobijedio s 4:2, Aloisi je zabio dva pogotka. Već u sljedećem nastupu protiv Charlton Athletica, igrač je isključen zbog udaranja protivnika.
2001. godine John Aloisi prelazi u španjolsku Osasunu s kojom je potpisao četverogodišnji ugovor. 11. travnja 2004. je odigrao svih 90 minuta u velikoj 3:0 pobjedi protiv Real Madrida na Santiago Bernabéu dok je tijekom sezone 2004./05. s klubom bio finalist Kupa kralja protiv Betis Seville. Tamo je zabio gol u 82. minuti za 1:1 ali je pobjedu seviljskoj momčadi donio Dani u produžetcima.
Nakon što je Aloisiju propao transfer u grčki Panathinaikos, Australac je 2005. otišao u Alavés kao slobodni igrač. S klubom je prvu sezonu igrao u Primeri a drugu u Segundi División, nakon čega se vraća u domovinu.

#### Povratak u Australiju
20. listopada 2007. objavljeno je da Aloisi prelazi u Central Coast Marinerse u kojem je debitirao već za tjedan dana u prvenstvenom 3:2 porazu od FC Sydneyja. S klubom je 2008. osvojio australsko prvenstvo nakon čega odlazi u FC Sydney koji ga kupuje za 1,4 milijuna USD.
John Aloisi kao igrač FC Sydneyja osvaja svoje drugo australsko prvenstvo 2010. godine nakon čega kao slobodni igrač potpisuje za Melbourne Heart u kojem je i prekinuo igračku karijeru 2011.

### Reprezentativna karijera
Aloisi je bio reprezentativac Australije od 1997. do 2008. godine. U tom razdoblju je s reprezentacijom nastupio na tri Kupa konfederacija (1997. u Saudijskoj Arabiji, 2001. u Južnoj Koreji i Japanu te 2005. u Njemačkoj) te po jednim Olimpijskim igrama (Atena 2004.), OFC Kupu nacija (2004.), Svjetskom prvenstvu (Njemačka 2006.) i Azijskom kupu (2007.).
Najveće uspjehe John Aloisi je s reprezentacijom ostvarivao na Kupovima konfederacija 1997. i 2001. kada je Australija osvojila srebro odnosno broncu, u oba susreta protiv Brazila. Također, tu je i naslov prvaka Oceanije iz 2004.

#### Pogoci za reprezentaciju
| #  | Datum               | Mjesto                                         | Protivnik        | Rezultat | Natjecanje                                       |
| -- | ------------------- | ---------------------------------------------- | ---------------- | -------- | ------------------------------------------------ |
| 1  | 11. lipnja 1997.    | Sydney, Australija                             | Solomonski Otoci | 13:0     | Kvalifikacije za SP u Francuskoj 98'             |
| 2  | 11. lipnja 1997.    | Sydney, Australija                             | Solomonski Otoci | 13:0     | Kvalifikacije za SP u Francuskoj 98'             |
| 3  | 11. lipnja 1997.    | Sydney, Australija                             | Solomonski Otoci | 13:0     | Kvalifikacije za SP u Francuskoj 98'             |
| 4  | 11. lipnja 1997.    | Sydney, Australija                             | Solomonski Otoci | 13:0     | Kvalifikacije za SP u Francuskoj 98'             |
| 5  | 11. lipnja 1997.    | Sydney, Australija                             | Solomonski Otoci | 13:0     | Kvalifikacije za SP u Francuskoj 98'             |
| 6  | 28. lipnja 1997.    | Auckland, Novi Zeland                          | Novi Zeland      | 3:0      | Kvalifikacije za SP u Francuskoj 98'             |
| 7  | 12. prosinca 1997.  | Riyad, Saudijska Arabija                       | Meksiko          | 3:1      | Kup konfederacija 1997.                          |
| 8  | 4. listopada 2000.  | Dubai, UAE                                     | Kuvajt           | 1:0      | Prijateljska utakmica                            |
| 9  | 9. travnja 2001.    | Coffs Harbour, Australija                      | Tonga            | 22:0     | Kvalifikacije za SP u Južnoj Koreji / Japanu 02' |
| 10 | 9. travnja 2001.    | Coffs Harbour, Australija                      | Tonga            | 22:0     | Kvalifikacije za SP u Južnoj Koreji / Japanu 02' |
| 11 | 9. travnja 2001.    | Coffs Harbour, Australija                      | Tonga            | 22:0     | Kvalifikacije za SP u Južnoj Koreji / Japanu 02' |
| 12 | 9. travnja 2001.    | Coffs Harbour, Australija                      | Tonga            | 22:0     | Kvalifikacije za SP u Južnoj Koreji / Japanu 02' |
| 13 | 9. travnja 2001.    | Coffs Harbour, Australija                      | Tonga            | 22:0     | Kvalifikacije za SP u Južnoj Koreji / Japanu 02' |
| 14 | 9. travnja 2001.    | Coffs Harbour, Australija                      | Tonga            | 22:0     | Kvalifikacije za SP u Južnoj Koreji / Japanu 02' |
| 15 | 24. lipnja 2001.    | Sydney, Novi Zeland                            | Novi Zeland      | 4:1      | Kvalifikacije za SP u Južnoj Koreji / Japanu 02' |
| 16 | 4. lipnja 2004.     | Adelaide, Australija                           | Vanuatu          | 3:0      | OFC Kup nacija 04'                               |
| 17 | 4. lipnja 2004.     | Adelaide, Australija                           | Vanuatu          | 3:0      | OFC Kup nacija 04'                               |
| 18 | 15. lipnja 2005.    | Waldstadion, Frankfurt, Njemačka               | Njemačka         | 3:4      | Kup konfederacija 2005.                          |
| 19 | 15. lipnja 2005.    | Waldstadion, Frankfurt, Njemačka               | Njemačka         | 3:4      | Kup konfederacija 2005.                          |
| 20 | 18. lipnja 2005.    | Frankenstadion, Nürnberg, Njemačka             | Argentina        | 2:4      | Kup konfederacija 2005.                          |
| 21 | 18. lipnja 2005.    | Frankenstadion, Nürnberg, Njemačka             | Argentina        | 2:4      | Kup konfederacija 2005.                          |
| 22 | 9. listopada 2005.  | London, Engleska, UK                           | Jamajka          | 5:0      | Prijateljska utakmica                            |
| 23 | 8. lipnja 2006.     | Ulm, Njemačka                                  | Lihtenštajn      | 1:0      | Prijateljska utakmica                            |
| 24 | 12. lipnja 2006.    | Fritz-Walter-Stadion, Kaiserslautern, Njemačka | Japan            | 3:1      | SP u Njemačkoj 06'                               |
| 25 | 11. listopada 2006. | Sydney, Australija                             | Bahrein          | 2:0      | Kvalifikacije za Azijski kup 07'                 |
| 26 | 15. studenog 2006.  | London, Engleska, UK                           | Gana             | 1:1      | Prijateljska utakmica                            |
| 27 | 21. srpnja 2007.    | Hanoi, Vijetnam                                | Japan            | 1:1      | Azijski kup 07'                                  |

### Trenerska karijera
Ubrzo nakon igračkog umirovljenja, Aloisi postaje nogometni trener te počinje voditi juniore Melbourne Hearta da bi nakon godinu dana postao strategom seniorske momčadi.

## Osvojeni trofeji

### Klupski trofeji
| Klub                   | Trofej           | Sezona     |
| Australija             | Australija       | Australija |
| ---------------------- | ---------------- | ---------- |
| Adelaide City          | NSL Championship | 1991./92.  |
| Central Coast Mariners | A-League         | 2007./08.  |
| FC Sydney              | A-League         | 2009./10.  |

### Reprezentativni trofeji
| Turnir            | Trofej | Godina |
| ----------------- | ------ | ------ |
| Kup konfederacija | Srebro | 1997.  |
| Kup konfederacija | Bronca | 2001.  |
| OFC Kup nacija    | Zlato  | 2004.  |

## Vanjske poveznice
- Aloisijeva statistika na National Football Teams.com
- Profil na web stranicama Melbourne Hearta  Arhivirana inačica izvorne stranice od 20. veljače 2011. (Wayback Machine)
- Profil na OZ Football.net
- Soccerbase.com[neaktivna poveznica]